# Forces armées indonésiennes
Les forces armées indonésiennes, en indonésien : Tentara Nasional Indonesia (« armée nationale indonésienne ») ou TNI, sont les forces armées de la république d'Indonésie. Ses effectifs sont d'un peu plus de 360 000 hommes. Elle est composée de :
- L'armée de terre (TNI Angkatan Darat).
- La marine (TNI Angkatan Laut).
- L'armée de l'air (TNI Angkatan Udara).

L'Indonésie va mettre en place des « commandements régionaux conjoints pour la défense » (Komando Gabungan Wilayah Pertahanan ou Kogabwilhan), qui regrouperont les trois armes. Leurs commandants, qui auront le rang de lieutenant général, auraient l'autorisation de répondre à toute menace sans nécessairement demander l'autorisation du quartier général de Jakarta. Le concept n'est pas nouveau. Il existait avant 1985.
Le site « Global Firepower » classe les forces armées indonésiennes 16e (2020) en termes de puissance, derrière la Pologne et devant l'Australie, et 7e en Asie derrière la Chine, l'Inde, la Corée du Sud, le Japon, le Pakistan et Taiwan.
Avec quelque 277 000 hommes, l'armée de terre est de loin la plus importante composante.
Le budget officiel de la défense indonésienne ne constitue que 0,78 % du produit intérieur brut (2012), contre 1,8 % pour la France par exemple. Mais l'armée tire également des revenus de diverses entreprises et fondations qu'elle possède.
Le chef d'état-major de l'armée indonésienne est le général Moeldoko. À l'époque de Soeharto, seul un général de l'armée de terre pouvait occuper ce poste. Le président Abdurrahman Wahid avait inauguré une ère nouvelle en y nommant un amiral, justifiant son choix par le fait que l'Indonésie est un archipel.
Jusqu'en 1999, la police indonésienne faisait partie des forces armées.
Comme l'Indonésie est un État plurireligieux, l'armée indonésienne compte un ordinariat militaire en son sein.

## Histoire

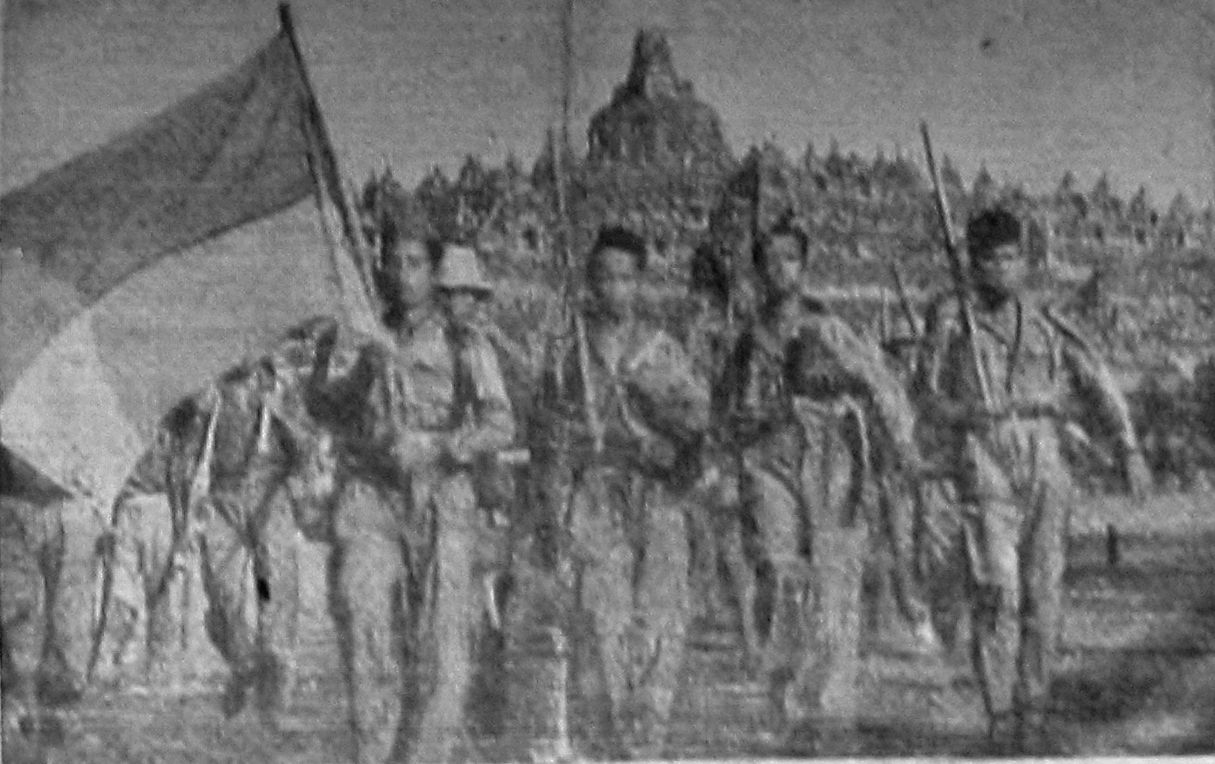
La TNI défile devant le temple de Borobudur dans le centre de Java en 1947

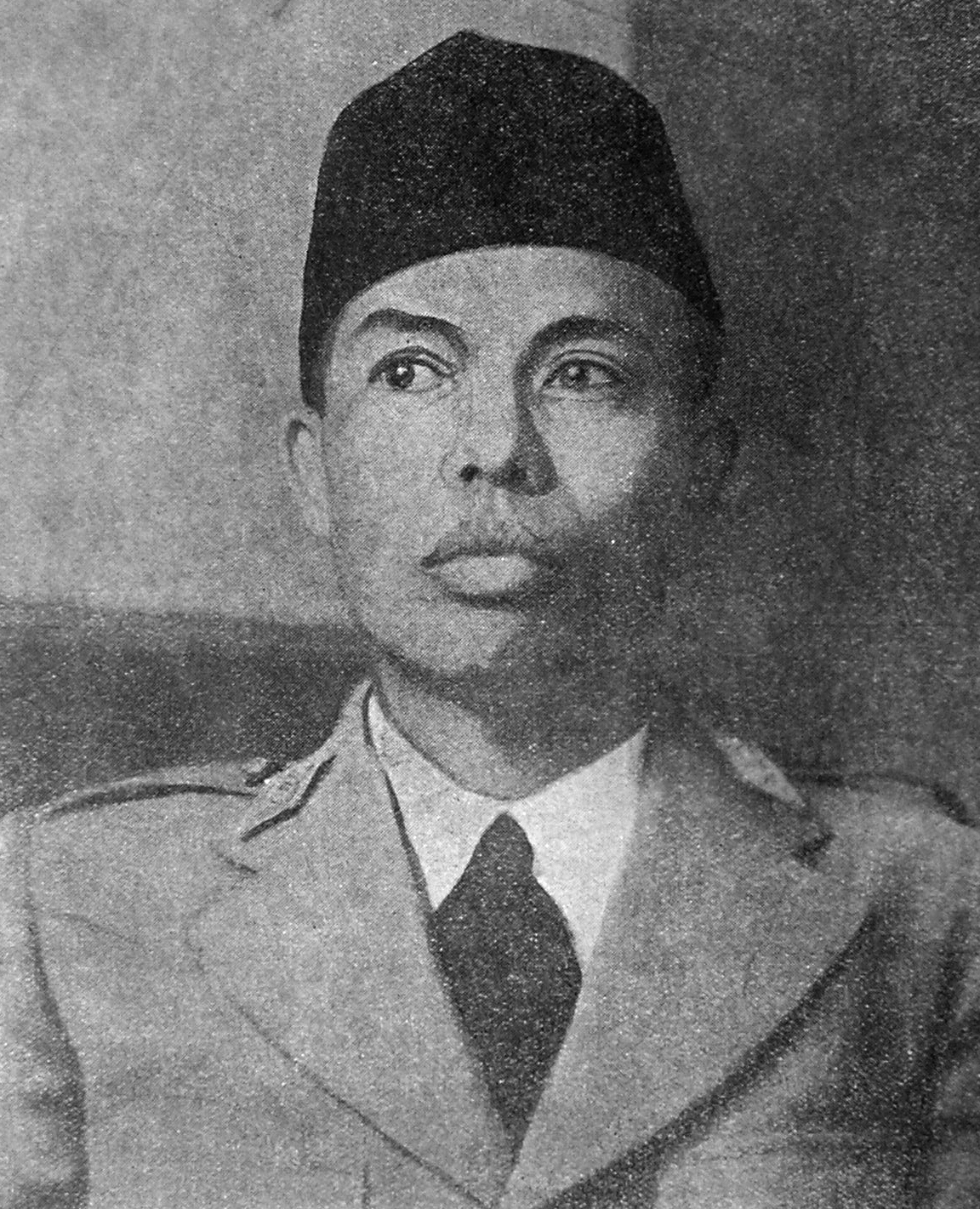
Le général Sudirman fut le premier commandant de l'armée indonésienne.

L'armée indonésienne est née dans la foulée de la proclamation de l'indépendance de l'Indonésie le 17 août 1945. Bien que le Japon ait capitulé le 15 août, les troupes d'occupation japonaises sont toujours sur le territoire indonésien, où les Alliés n'ont pas encore pris pied. Le 5 octobre, le gouvernement de la république d'Indonésie crée le Badan Keamanan Rakyat ou « corps de sécurité populaire », qui devient Tentara Keamanan Rakyat (« armée de sécurité populaire ») puis Tentara Republik Indonesia (« armée de la république d'Indonésie ») en janvier 1946, avant de prendre son nom définitif de Tentara Nasional Indonesia ou TNI.
Selon les points de vue, on distingue 2 ou 3 groupes à l'origine de la formation de l'armée indonésienne :
1. D'anciens volontaires des corps constitués par les troupes d'occupation japonaises, Heiho (corps d'auxiliaires formé en 1943) et PETA (Pembela Tanah Air ou « défenseurs de la patrie », organisation de jeunesse créée pour s'opposer à un débarquement des Alliés en Indonésie), dont est issu un ancien instituteur, Sudirman, qui devient le commandant suprême de la jeune armée.
2. D'anciens officiers de l'armée royale des Indes néerlandaises, l'armée coloniale néerlandaise, parmi lesquels Abdul Haris Nasution.
3. Les membres des nombreuses milices qui apparaissent en réaction notamment au retour des Néerlandais dans leur ancienne colonie dès août 1945.

Dès septembre 1945, les Néerlandais reviennent en force en Indonésie, à la suite d'une force britannique dont la mission est de désarmer les soldats des forces d'occupation japonaises des Indes néerlandaises et de libérer les Européens détenus dans des camps. Après la bataille de Surabaya, le commandement britannique prend acte de l'existence d'un gouvernement et d'une armée indonésiens et n'interviendront plus jusqu'à leur départ en 1946.
Les Néerlandais vont tenter de récupérer l'ensemble de leur ancienne colonie. Ils envoient depuis les Pays-Bas un corps expéditionnaires de 120 000 jeunes volontaires, qui viennent renforcer l'armée royale des Indes néerlandaises remise sur pied. Ils signent 15 novembre 1946 l'accord de Linggarjati, par lequel ils reconnaissent officiellement l'existence de la république d'Indonésie. L'accord prévoit entre autres le retrait des troupes indonésiennes de Java occidental et leur repli dans le centre de l'île, resté territoire républicain.
Néanmoins, le 21 juillet 1947, les Néerlandais lancent l'Operatie Product (« Opération Product »), la première de leurs politionele acties, que les Indonésiens appellent « agresi ». L'objectif est de récupérer les zones économiquement vitales de Java et Sumatra, dont notamment les plantations. Le gouvernement indonésien doit se replier à Yogyakarta dans le centre de Java. Le 19 décembre 1948, ils lancent leur deuxième politionele actie, l'Operatie Kraai (« Opération Corbeau »), occupent Yogyakarta et arrêtent les membres du gouvernement indonésien. L'armée indonésienne prend le maquis et entame une lutte de guérilla.
Les Nations unies leur imposent un cessez-le-feu. Le 17 janvier 1948, l'accord du Renville est signé entre les deux parties à bord du navire de guerre américain USS Renville, qui avalise le projet néerlandais d'un État fédéral en Indonésie. Les Néerlandais annoncent la création d'une série d'États et territoires fantoches en différents endroits de l'archipel, au nombre de quinze en 1948, ainsi que la formation d'une « république des États-Unis d'Indonésie ».
Le conflit, que les Indonésiens appellent  « Revolusi », prendra fin le 27 décembre 1949 avec le transfert formel de souveraineté du royaume des Pays-Bas à une « république des États-Unis d'Indonésie » composée de la république d'Indonésie et des divers États fantoches.
Dès janvier 1950, les États fantoches commencent à se dissoudre dans la république d'Indonésie. Les États fantoches de l'est de Sumatra et de la « république d'Indonésie orientale » résistent toutefois à ce mouvement unitariste. En avril à Makassar dans le sud de Célèbes, des heurts éclatent entre des soldats amboinais de l'armée coloniale et des unités de l'armée indonésienne. À Ambon, le Dr Soumokil, un ancien ministre de la république d'Indonésie orientale proclame la république des Moluques du Sud. Les troupes républicaines débarquent à Ambon et écrasent la rébellion.

### Post guerre froide

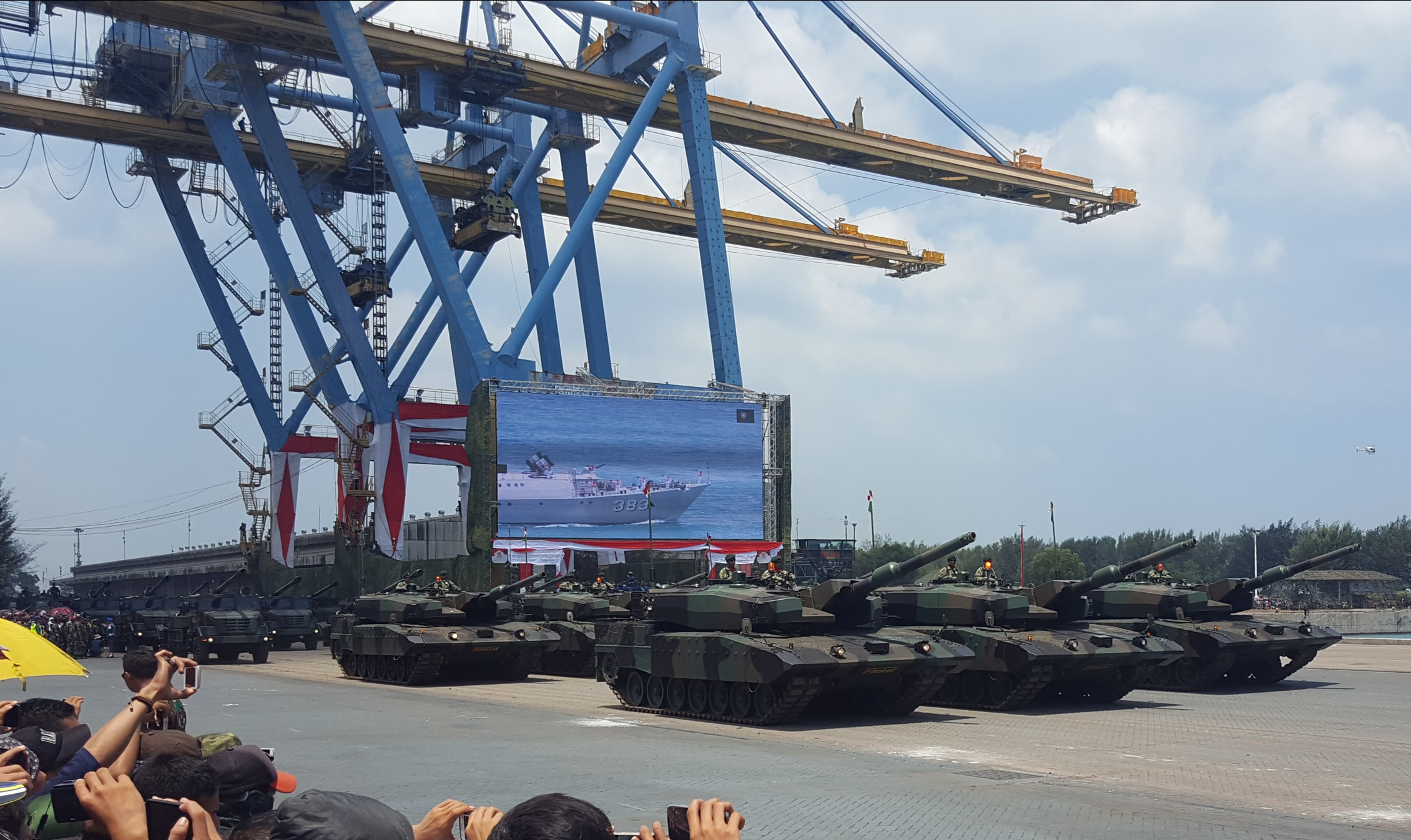
Chars Léopards Indonésien

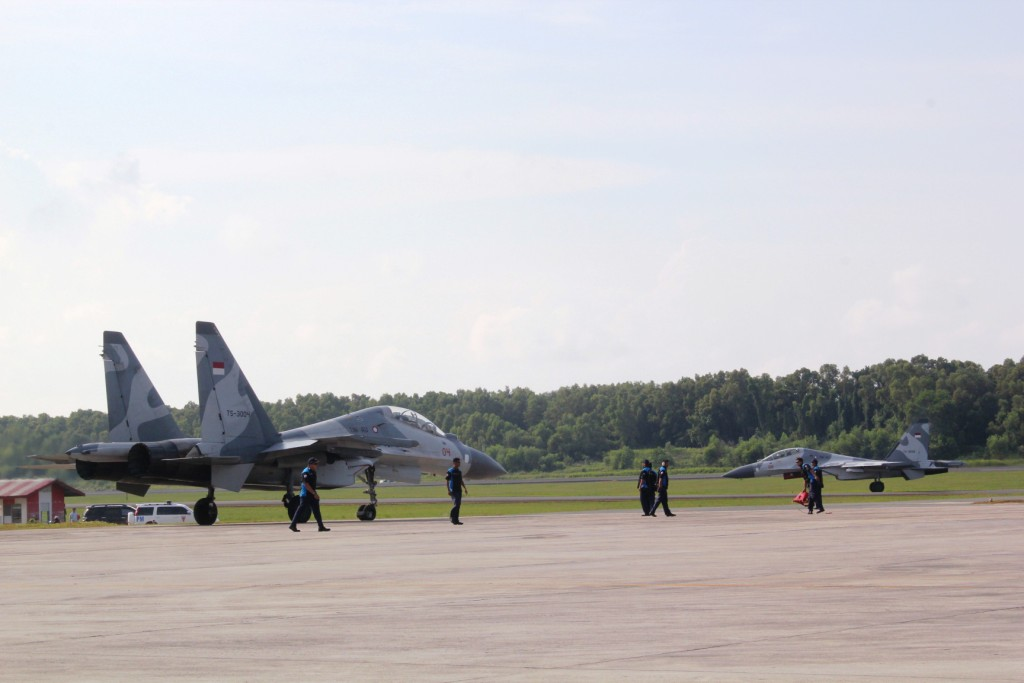
Soukhoï Su-30 Indonésien

Un plan de modernisation a été adopté en 2010 ; il appelait à la mise en place d'un "Minimum Essential Force", y compris des forces navales et aériennes d'ici 2024. Le livre blanc de la défense de 2015 prônait le renforcement des réseaux maritimes, satellitaires et des capacités de drones. Certains de ces objectifs se sont reflétés dans le document de politique de défense de l'État 2020. En 2018, l'Indonésie a élargi ses forces dans l'est du pays et établit une troisième commandement régional de la flotte navale et un troisième commandement régional de l'armée de l'air dans cette région. Une nouvelle division de réserve de l'armée et un troisième groupe du corps des marines ont été également établi à l'est.
L'Indonésie n'a pas d'alliances de défense formelles, mais il existe un certain nombre d'accords de coopération en matière de défense avec des partenaires régionaux et extra-régionaux. La Chine a fourni certains équipements militaires, y compris des drones armés notamment le CH-4B. Les forces armées ont contribué à des opérations internationales de maintien de la paix. Ils pratiquent également des opérations et des exercices réguliers avec les forces armées australiennes et les forces armées américaines ainsi que celles des autres États d'Asie du Sud-Est. L'inventaire des forces armées comprend des équipements provenant de diverses sources internationales, la position stratégique du pays lui permet de diversifier ses sources, ainsi on retrouve dans son stock du matériel Russe, Chinois, Américain ou Européen. Par exemple la flotte aérienne du pays se divisent entre des F-16, des Su-27 et Su-30. Le pays utilise des accords de transfert de technologie pour développer son industrie de défense nationale qui dispose de capacités importantes dans domaines spécifiques, dont la construction navale et la fabrication d'avions de transport et d'hélicoptères.

## Rôle politique
Dans les années 1950, le chef d'état-major de l'armée de terre, le général Abdul Haris Nasution, entreprend la rationalisation de celle-ci. Au parlement, l'opposition critique les réformes envisagées. Le 17 octobre 1952, des chars entourent le palais présidentiel alors que Nasution réclame au président Soekarno la dissolution du parlement. Soekarno rejette cette demande.
C'est l'époque où diverses rébellions éclatent en Indonésie, que l'armée est chargée de réprimer. En 1957, le gouvernement proclame l'état d'urgence. Cette même année, les syndicats saisissent les entreprises néerlandaises. Au nom de la loi martiale, l'armée prend le contrôle de ces entreprises.
La constitution indonésienne prévoit, à côté des partis, une représentation parlementaire de « groupes ». Soekarno, qui souhaite en finir avec le régime des partis, lance l'idée d'un « front national » qui regrouperait les « groupes fonctionnels » Golkar (golongan karya) suivants :
1. Les ouvriers et employés.
2. Les paysans.
3. Les entrepreneurs.
4. Les forces armées.
5. Les groupes religieux.
6. L'Angkatan 45, « génération de 45 », c'est-à-dire ceux qui, sans être militaires, ont participé au conflit opposant la jeune république à l'ancien colonisateur de 1945 à 1949,
7. Les intellectuels, enseignants, représentants des régions, jeunes, femmes, etc.

Une convergence se dessine entre Soekarno et l'armée pour mettre en place un nouveau système, la « démocratie dirigée ».
En 1958, Nasution définit la « voie moyenne » qui doit être celle de l'armée indonésienne, entre la « grande muette » des pays occidentaux et la pratique du coup d'État des armées d'Amérique Latine. Le statut de « groupe fonctionnel » permet l'entrée de l'armée dans les rouages du pouvoir.
Soekarno échoue à constituer les autres « groupes fonctionnels ». Il lui reste la solution d'un compromis avec les partis, tout en s'assurant le soutien de l'armée. En 1960, il lance le concept de Nasakom, alliance entre les forces nationalistes (nas) représentées par le PNI, religieuses (a pour Agama, « religion ») représentées notamment par la grande organisation musulmane Nahdlatul Ulama, et communistes (kom) avec le parti communiste indonésien (PKI).
Le début des années 1960 est marqué par la campagne de « libération de l'Irian » (Nouvelle-Guinée occidentale), dont le statut n'avait pas été tranché en 1949 et que les Néerlandais administraient toujours, puis la Konfrontasi (confrontation Indonésie-Malaisie). En 1962, Soekarno se fait nommer « commandant suprême des forces armées », neutralisant le pouvoir de Nasution.
L'état d'urgence prend fin en 1963 avec la mise en tutelle de l'Irian sous une administration des Nations unies. Soekarno se lance alors dans une politique de « Konfrontasi » avec la Malaisie, qu'il dénonce comme une création de l'« impérialisme ». Nasution y voit une occasion de renforcer la position de l'armée.
En 1965, le PKI propose la création d'une « cinquième force » qui viendrait renforcer les 4 armes (terre, air, mer et police) dans la « Konfrontasi » en armant les ouvriers et les paysans. L'armée de terre refuse cette idée. L'armée de l'air, au contraire, commence à entraîner des unités de volontaires civils, à la base aérienne de Halim près de Jakarta.
De son côté, Nasution lance l'idée d'une « mission civique » de l'armée, qui doit participer au développement du pays. Des économistes formés à l'université de Californie à Berkeley aux États-Unis viennent donner des cours à l'École de Guerre de Bandung.
Le 1er octobre 1965 au matin, un officier de la garde présidentielle annonce être à la tête d'un « mouvement du 30 septembre » qui a déjoué un projet de coup d’État par un « conseil des généraux ». La nuit précédente, six généraux du haut état-major ont été tués par des militaires rebelles. Le major général Soeharto, commandant du Kostrad (réserves stratégiques de l'armée de terre), organise la répression. Il ordonne la dissolution du PKI, qui est suivie de massacres qui feront entre cinq cent mille et un million de morts.
Le 11 mars 1966, Soeharto force Soekarno à lui transmettre le pouvoir. Il est formellement élu président en 1968 par l'Assemblée délibérative du peuple (Majelis Permusyawaratan Rakyat) formée en 1959 par Soekarno.
En 1971 ont lieu les premières élections générales du nouveau régime. Sur les 460 sièges du MPR (secrétariat commun des groupes fonctionnels), 100 sont accordés d'office à des membres des forces armées (qui incluent la police). Le régime s'appuie en outre sur un secrétariat commun des groupes fonctionnels (Sekretariat Bersama Golongan Karya ), abrégé en « Golkar », créé en 1964 par l'armée, qui participe aux élections. Le Golkar obtient 62,8 % des voix. La nouvelle assemblée réélit Soeharto président. Elle le fera systématiquement aux élections suivantes, Soeharto étant à chaque fois le seul candidat.
Soeharto démissionne le 21 mai 1998, à la suite des émeutes de Jakarta de mai 1998. Aux élections générales de 1999, les premières vraiment démocratiques depuis celles de 1955, l'armée se voit encore attribuer d'office 38 sièges (contre 100 à l'époque de Soeharto, ramenés à 75 pour les élections de 1997) sur les 500 du MPR. Un amendement à la Constitution voté en 2002 supprime ces sièges pour les élections de 2004. L'armée indonésienne n'a plus de rôle politique formel.

## Activités économiques
L'armée indonésienne possède des entreprises à travers diverses fondations dont l'objectif officiel est d'assurer le bien-être des soldats à la retraite. En réalité, ces fondations ont surtout enrichi les généraux.
L'implication de l'armée indonésienne dans des activités économiques remonte à l'époque de la période de lutte militaire et diplomatique entre la proclamation de l'indépendance de l'Indonésie et la reconnaissance de la souveraineté par les Pays-Bas, l'ancienne puissance coloniale (1945-49). La jeune république ne pouvant pas financer son armée, celle-ci devait trouver ses propres moyens. C'est ainsi par exemple qu'un officier du nom de Soeharto s'était lié à un homme d'affaires d'origine chinoise, Liem Sioe Liong, pour pourvoir aux besoins de son unité.
Sous le régime de Soeharto (1966-98), cette pratique s'est traduite par l'essor d'importantes et lucratives entreprises.
En 2004, le parlement indonésien a voté une loi enjoignant l'armée de remettre au gouvernement les entreprises dans lesquelles elle avait intérêts au plus tard en octobre 2009.
En 2006 un think tank américain, la Brookings Institution, a mené une étude montrant que le chiffre d'affaires de l'ensemble des entreprises détenues par l'armée se montant tout au plus à 185 millions de dollars, avec un bénéfice d'à peine 73 millions de dollars.
Début 2008, le président Yudhoyono a formé une commission d'experts pour enquêter sur ces entreprises. Son rapport doit être remis en octobre 2008. Le ministre de la Défense a déclaré que 1 500 entreprises avaient été identifiées, mais que la plupart avaient fait ou étaient sur le point de faire faillite, ou avaient été rachetées par des intérêts privés. Seules 6 entreprises viables et ayant des actifs supérieurs à 50 000 dollars, ont été identifiées.
Le problème du financement du budget de la défense indonésien reste entier. Il est en 2008 de 3,6 milliards de dollars pour une population de 226 millions d'habitants, alors que le voisin Singapour, avec une population de 5 millions, a un budget de 4,6 milliards de dollars.
En 2013. Il est de 7,5 milliards de dollars et en constante augmentation depuis la fin des années 2000 et à plus de 8,4 milliards de dollars en 2022.

## Lutte contre le terrorisme
En Indonésie, la lutte contre le terrorisme incombe en principe à la police à travers une unité spéciale, le Detasemen Khusus 88 ("Détachement spécial 88") ou Densus 88.
Toutefois, en raison de la menace grandissante du terrorisme islamiste et d'un nombre croissant d'attentats, en 2015 le chef des armées indonésien, le général Moeldoko, avait créé un Komando Operasi Khusus Gabungan ("commandement des opérations spéciales conjointes") ou Koopsusgab. Son successeur, le général Gatot Nurmantyo, avait mis cette organisation en veilɭe. Comme conseiller du président Joko Widodo, Moeldoko a annoncé l'approbation de ce dernier pour la réactivation de cette unité. Elle sera composée de membres des Kopassus (forces spéciales de l'armée de terre), du Denjaka (Detasemen Jala Mangkara, unité anti-terroriste du Corps des fusiliers marins et du Detasemen Bravo 90 des Kopaskhas (forces spéciales de l'armée de l'air). Cette force sera capable d'intervenir à tout moment et dans n'importe quelle partie du territoire en cas de menace terroriste.

## Implication internationale
En comparaison de ses effectifs, l'armée indonésienne est peu impliquée dans des missions de maintien de la paix. Voici la liste des missions dans lesquelles l'armée indonésienne est déployée à la date du 21 octobre 2011 :
- Liban : 1 356 militaires au sein de la FINUL ;
- Soudan : 1 militaire et 5 observateurs militaires au sein de la MINUAD (ainsi que 140 policiers) ; 8 observateurs militaires au sein de la MINUS (ainsi que 8 policiers) ;
- Liberia : 1 observateur militaire au sein de la MINUL ;
- Haïti : 20 militaires au sein de la MINUSTAH (10 policiers y sont aussi déployés) ;
- Népal : 5 observateurs militaires au sein de la MINUNEP ;
- République démocratique du Congo : 175 militaires et 17 observateurs militaires au sein de la MONUSCO.